# Embidobia africana
Embidobia africana är en stekelart som beskrevs av G. Mineo och Maniglia 1983. Embidobia africana ingår i släktet Embidobia och familjen Scelionidae. Inga underarter finns listade i Catalogue of Life.